# Copa Libertadores 1987
Copa Libertadores 1987 var 1987 års säsong av Copa Libertadores som vanns av Peñarol från Uruguay efter en finalseger mot América de Cali från Colombia. 2 lag från varje land i CONMEBOL deltog, vilket innebar 20 länder. Dessutom var ett lag kvalificerat som regerande mästare. De första 20 lagen delades upp i fem grupper om fyra lag där varje gruppvinnare gick vidare till en andra gruppspelsfas. Där delades de fem gruppvinnarna och det regerande mästarlaget upp i två grupper om tre lag. De två gruppvinnarna fick mötas i final.
Varje grupp representerades av två länder, med två lag från vardera lag.
- Grupp 1: Argentina och Venezuela
- Grupp 2: Colombia och Bolivia
- Grupp 3: Chile och Brasilien
- Grupp 4: Ecuador och Paraguay
- Grupp 5: Uruguay och Peru

## Första gruppspelet

### Grupp 1
| Nr | Lag               | S | V | O | F | GM | IM | MS  | P |
| -- | ----------------- | - | - | - | - | -- | -- | --- | - |
| 1  | Independiente     | 6 | 4 | 1 | 1 | 13 | 4  | +9  | 9 |
| 2  | Rosario Central   | 6 | 3 | 2 | 1 | 12 | 7  | +5  | 8 |
| 3  | Deportivo Táchira | 6 | 3 | 1 | 2 | 11 | 12 | −1  | 7 |
| 4  | Estudiantes       | 6 | 0 | 0 | 6 | 4  | 17 | −13 | 0 |

| Hemma \ Borta     | Venezuela | Venezuela | Argentina | Argentina |
| Deportivo Táchira | —         | 3–2       | 3–2       | 0–0       |
| Estudiantes       | 0–3       | —         | 0–1       | 0–3       |
| Independiente     | 5–0       | 2–0       | —         | 3–1       |
| Rosario Central   | 3–2       | 5–2       | 0–0       | —         |

### Grupp 2
| Nr | Lag               | S | V | O | F | GM | IM | MS | P |
| -- | ----------------- | - | - | - | - | -- | -- | -- | - |
| 1  | América de Cali   | 6 | 3 | 2 | 1 | 13 | 5  | +8 | 8 |
| 1  | Deportivo Cali    | 6 | 4 | 0 | 2 | 13 | 5  | +8 | 8 |
| 3  | The Strongest     | 6 | 2 | 1 | 3 | 7  | 16 | −9 | 5 |
| 4  | Oriente Petrolero | 6 | 1 | 1 | 4 | 7  | 14 | −7 | 3 |

| Hemma \ Borta     | Colombia | Colombia | Bolivia | Bolivia |
| América de Cali   | —        | 1–0      | 3–1     | 6–0     |
| Deportivo Cali    | 2–1      | —        | 5–1     | 4–0     |
| Oriente Petrolero | 1–1      | 0–1      | —       | 2–1     |
| The Strongest     | 1–1      | 2–1      | 3–2     | —       |

Playoff
| Lag 1           | Resultat       | Lag 2          |
| América de Cali | 0–0 (4–2 str.) | Deportivo Cali |

### Grupp 3
| Nr | Lag       | S | V | O | F | GM | IM | MS | P |
| -- | --------- | - | - | - | - | -- | -- | -- | - |
| 1  | Cobreloa  | 6 | 3 | 2 | 1 | 8  | 4  | +4 | 8 |
| 2  | Colo-Colo | 6 | 2 | 3 | 1 | 6  | 4  | +2 | 7 |
| 3  | Guarani   | 6 | 1 | 3 | 2 | 6  | 8  | −2 | 5 |
| 4  | São Paulo | 6 | 1 | 2 | 3 | 9  | 13 | −4 | 4 |

| Hemma \ Borta | Chile | Chile | Brasilien | Brasilien |
| Cobreloa      | —     | 1–0   | 3–1       | 3–1       |
| Colo-Colo     | 0–0   | —     | 2–0       | 2–2       |
| Guarani       | 0–0   | 0–0   | —         | 3–1       |
| São Paulo     | 2–1   | 1–2   | 2–2       | —         |

### Grupp 4
| Nr | Lag            | S | V | O | F | GM | IM | MS | P |
| -- | -------------- | - | - | - | - | -- | -- | -- | - |
| 1  | Barcelona      | 6 | 4 | 0 | 2 | 8  | 7  | +1 | 8 |
| 2  | Olimpia        | 6 | 3 | 1 | 2 | 9  | 10 | −1 | 7 |
| 3  | El Nacional    | 6 | 3 | 0 | 3 | 12 | 7  | +5 | 6 |
| 4  | Sol de América | 6 | 1 | 1 | 4 | 7  | 12 | −5 | 3 |

| Hemma \ Borta  | Ecuador | Ecuador | Paraguay | Paraguay |
| Barcelona      | —       | 2–1     | 3–2      | 1–0      |
| El Nacional    | 2–0     | —       | 4–0      | 4–1      |
| Olimpia        | 1–0     | 2–0     | —        | 2–1      |
| Sol de América | 1–2     | 2–1     | 2–2      | —        |

### Grupp 5
| Nr | Lag                  | S | V | O | F | GM | IM | MS | P  |
| -- | -------------------- | - | - | - | - | -- | -- | -- | -- |
| 1  | Peñarol              | 6 | 4 | 2 | 0 | 10 | 4  | +6 | 10 |
| 2  | Alianza Lima         | 6 | 2 | 2 | 2 | 4  | 4  | 0  | 6  |
| 3  | Progreso             | 6 | 1 | 3 | 2 | 7  | 7  | 0  | 5  |
| 4  | Colegio San Augustín | 6 | 1 | 1 | 4 | 5  | 11 | −6 | 3  |

| Hemma \ Borta        | Peru | Peru | Uruguay | Uruguay |
| Alianza Lima         | —    | 2–0  | 0–1     | 0–0     |
| Colegio San Augustín | 1–2  | —    | 1–1     | 3–1     |
| Peñarol              | 2–0  | 2–0  | —       | 3–2     |
| Progreso             | 0–0  | 3–0  | 1–1     | —       |

## Andra gruppspelet

### Grupp 1
| Nr | Lag             | S | V | O | F | GM | IM | MS  | P |
| -- | --------------- | - | - | - | - | -- | -- | --- | - |
| 1  | América de Cali | 4 | 2 | 2 | 0 | 9  | 3  | +6  | 6 |
| 2  | Cobreloa        | 4 | 2 | 2 | 0 | 8  | 3  | +5  | 6 |
| 3  | Barcelona       | 4 | 0 | 0 | 4 | 0  | 11 | −11 | 0 |

| Hemma \ Borta   | Colombia | Ecuador | Chile |
| América de Cali | —        | 4–0     | 1–1   |
| Barcelona       | 0–2      | —       | 0–2   |
| Cobreloa        | 2–2      | 3–0     | —     |

### Grupp 2
| Nr | Lag           | S | V | O | F | GM | IM | MS | P |
| -- | ------------- | - | - | - | - | -- | -- | -- | - |
| 1  | Peñarol       | 4 | 2 | 1 | 1 | 7  | 3  | +4 | 5 |
| 2  | River Plate   | 4 | 1 | 2 | 1 | 2  | 2  | 0  | 4 |
| 3  | Independiente | 4 | 1 | 1 | 2 | 4  | 8  | −4 | 3 |

| Hemma \ Borta | Argentina | Uruguay | Argentina |
| Independiente | —         | 2–4     | 2–0       |
| Peñarol       | 3–0       | —       | 0–0       |
| River Plate   | 0–0       | 1–0     | —         |

## Final
|  |  | América de Cali | 2 – 0 | Peñarol |  |  |
|  |  |                 |       |         |  |  |
|  |  |                 |       |         |  |  |
|  |  |                 |       |         |  |  |

|  |  | Peñarol | 2 – 1 | América de Cali |  |  |
|  |  |         |       |                 |  |  |
|  |  |         |       |                 |  |  |
|  |  |         |       |                 |  |  |

|  |  | Peñarol | 1 – 0 | América de Cali |  |  |
|  |  |         |       |                 |  |  |
|  |  |         |       |                 |  |  |
|  |  |         |       |                 |  |  |

Peñarol vinnare av Copa Libertadores 1987.